# النادي الرياضي بريميرو باسو فيتوريا دا كونكيستا
النادي الرياضي بريميرو باسو فيتوريا دا كونكيستا (بالبرتغالية: Esporte Clube Primeiro Passo Vitória da Conquista‏) ، هو نادي كرة قدم برازيلي، أسس سنة 2005 م.

## وصلات خارجية
لم يتم العثور على روابط لمواقع التواصل الاجتماعي.